# المجرب (أسلم)

تعديل مصدري - تعديل

المجرب هي إحدى قرى عزلة أسلم الشام بمديرية أسلم التابعة لمحافظة حجة، بلغ تعداد سكانها 123 نسمة حسب تعداد اليمن لعام 2004.